# Милица Мијатовић
Милица Мијатовић је српска фудбалерка која игра на позицији нападача. Tренутно игра за Мелбурн сити у аустралијској женској лиги. Претходно је играла за Црвену звезду у српској првој лиги и за женски фудбалски клуб Сарајево у босанској женској лиги. Августа 2012. године дебитовала је у лиги шампиона са Казигуртом.
Потписала је пре сезоне 2020. за Мелбурн сити где је била витална играчица постигавши 7 голова када је клуб завршио сезону непоражен и као шампион.
Чланица је женске фудбалске репрезентације Србије.